# 比撒列·斯莫特里赫

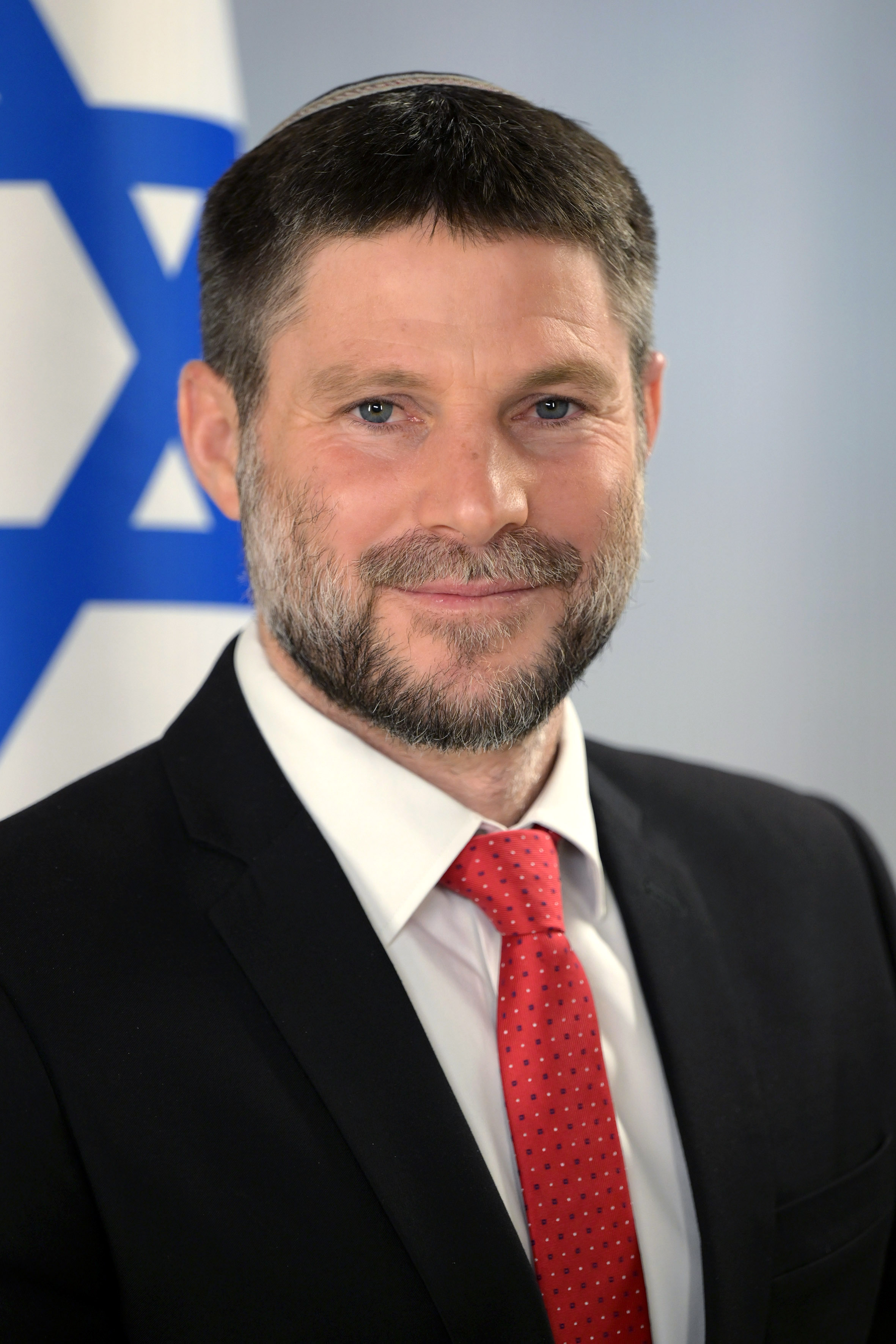
比撒列·斯莫特里赫

比撒列·斯莫特里赫（希伯來語： בְּצַלְאֵל יוֹאֵל סְמוֹטְרִיץ׳，1980年2月27日—）是以色列政治人物和律师。比撒列·斯莫特里赫支持以色列擴建該國位於约旦河西岸的定居点，反对兩國方案以及巴勒斯坦建國，否认世上存在巴勒斯坦人。 他還支持2023年以色列司法改革，限制以色列最高法院的权力。 

## 生平
斯莫特里赫祖先來自斯莫特里奇。 他的祖父雅各布 (Yaakov) 在第二次世界大战前移民至巴勒斯坦托管地，而斯莫特里赫的曾祖父和曾祖母則在前往巴勒斯坦的途中溺水身亡，而他的祖母布鲁里亚 (Bruria) 是納粹大屠殺幸存者。斯莫特里赫的外祖父西蒙 (Shimon) 很早就來到耶路撒冷定居，其家族已在耶路撒冷繁衍了十三代。 斯莫特里赫生于戈蘭高地，後來搬到約旦河西岸的以色列定居点定居。
斯莫特里赫的父亲是一名猶太教正統派拉比，斯莫特里奇從小就接受宗教教育，本人也是猶太教正統派教徒，曾在凯杜明的叶史瓦學習 。他擁有法学学士学位。  畢業後考取了律师执照。 
2005年以色列撤离加沙後，斯莫特里赫不滿以色列當局的撤出，在反对以色列撤出加沙的抗议活动中，斯莫特里奇于 2005 年被捕，而試圖携带700升汽油炸毁阿亚隆高速公路。他因而被捕並被关押了三个星期。  。 
2006年，他為抗议耶路撒冷的同性恋骄傲游行而發動了反驕傲遊行抗議。 
後來他當選猶太人家園和右傾籍的以色列議會議員。2022年，比撒列·斯莫特里赫出任以色列財政部部長。 2023年，他辭任以色列議會議員， 但由於挪威法的緣故，他可以繼續擔任以色列財政部部長。国家宗教党—宗教犹太复国主义成立後，比撒列·斯莫特里赫成為該黨领导人 。
2025年6月10日，英国、澳大利亚、加拿大、新西兰和挪威以煽动针对约旦河西岸巴勒斯坦人的暴力為由联合制裁比撒列·斯莫特里赫。為報復制裁，斯莫特里赫決定取消以色列銀行與巴勒斯坦銀行合作的法律豁免，此後若以色列銀行繼續與巴勒斯坦銀行有資金上的往來，有可能會被視為資助恐怖主義。